# Andrew Jameson
Andrew David Jameson, detto Andy (Crosby, 19 febbraio 1965) è un ex nuotatore britannico.

## Carriera
Specializzato nella farfalla ha vinto, alle Olimpiadi di Seul 1988, la medaglia di bronzo sulla distanza dei 100 m.

## Palmarès
- Giochi olimpici

Seul 1988: bronzo nei 100 m farfalla.
- Mondiali

Madrid 1986: bronzo nei 100 m farfalla.
- Europei

Spalato 1985: argento nei 100 m farfalla.
Strasburgo 1987: oro nei 100 m farfalla e argento nella 4 × 100 m misti.
- Universiadi

Zagabria 1987: oro nei 100 m stile libero e nei 100 m farfalla.
- Giochi del Commonwealth

Edimburgo 1986: oro nei 100 m farfalla, argento nella 4 × 100 m misti e bronzo nei 100 m stile libero e nella 4 × 100 m stile libero.